# Детково (станция)
Де́тково — узловая железнодорожная станция Большого кольца Московской железной дороги на участке Столбовая — Михнево. Расположена в городском округе Чехов Московской области. Входит в Московско-Горьковский центр организации работы железнодорожных станций ДЦС-8 Московской дирекции управления движением. По основному характеру работы является промежуточной, по объёму работы отнесена к 3 классу.
Названа по находящейся к северо-западу деревне Детково. Также при станции находится посёлок станции Детково.

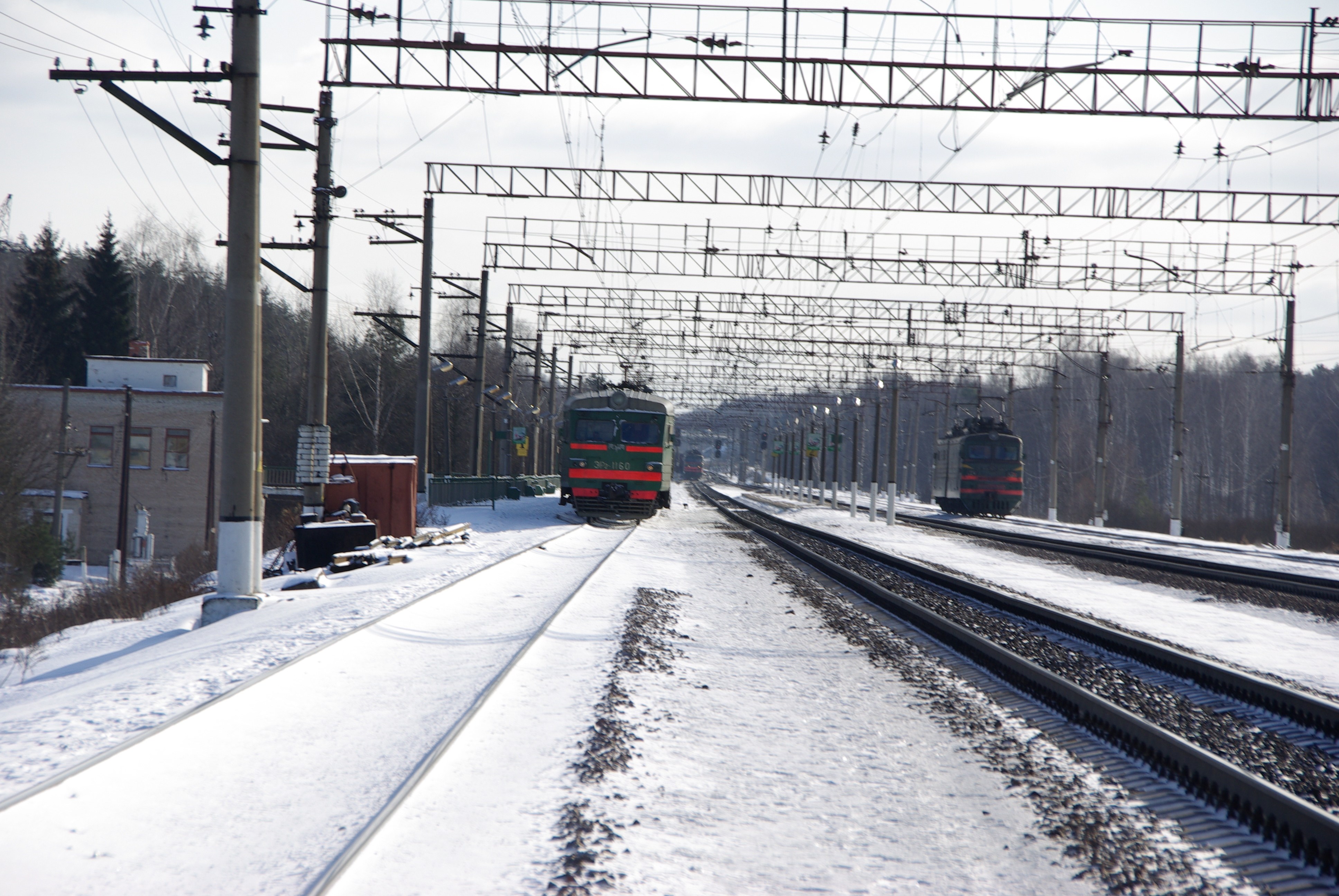
Поезда на станции Детково (2008)

Станция является основной конечной для электропоездов данного участка Большого кольца как со стороны Бекасова I, так и со стороны Михнева, хотя узловой станцией пересечения с радиальным Курским направлением является соседняя Столбовая, тоже являющаяся конечной для нескольких поездов. При этом Большое кольцо электропоездами Курского направления (депо Перерва) не обслуживается.
- Со стороны Бекасова I Детково — самая дальняя станция следования электропоездов депо ТЧ-20 Апрелевка Киевского направления (до середины 90-х несколько пар электропоездов следовали далее на восток — до Михнева и Яганова).
- На запад поезда следуют до Бекасово I (3 пары поездов в день) и Поварово II (2 пары поездов в день, самая дальняя станция). А также 1 пара поездов в день до Апрелевки — «прямые» на радиальное Киевское направление. В предыдущие годы также были «прямые» поезда на Калугу I, но в 2012 они были укорочены и до Деткова не доезжают.
- Со стороны Михнева работают электропоезда депо Домодедово Павелецкого направления. Они в том числе следуют далее на запад (самая дальняя станция — Бекасово I), а также депо Куровская Казанского направления (самая дальняя станция).
- На восток 2-3 поезда до Михнева и 2-3 обратно, 3 поезда до Яганова и 3 обратно, 1 поезд из Куровской (самая дальняя станция).

Ранее была станцией 4 класса.

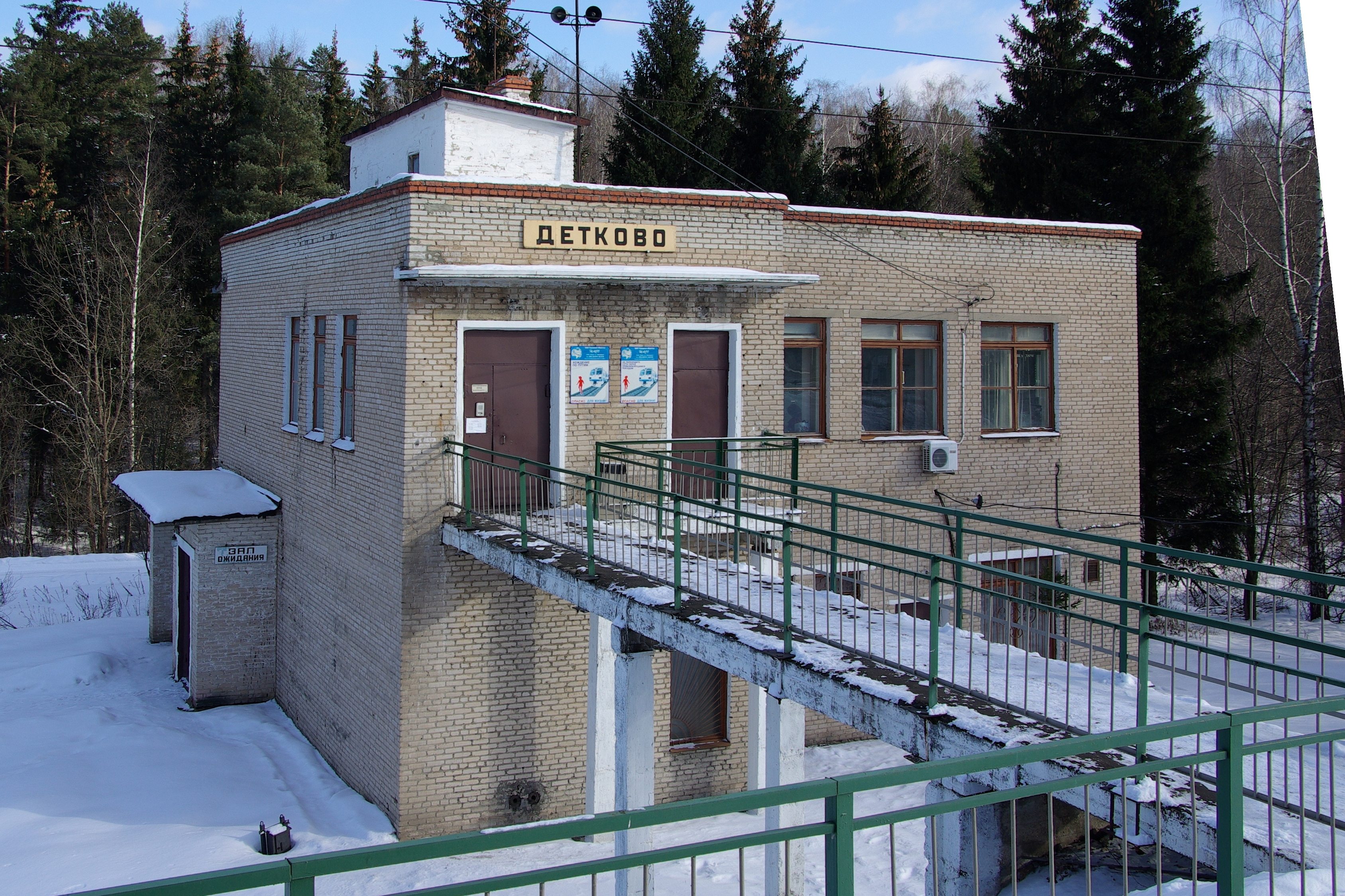
Здание станции Детково (2008)

До 1960-х годов станция называлась Дятьково. Была переименована в современное название между 1 июня 1961 года и 1 ноября 1967 года.